# Джаядеви
Джаядеви (Jayadevī) или Тьойтеви (кхмер. ជ័យទេវី, fl. 713) — королева Ченлы (700—713).

## Биография
Одна из жён Джаявармана I, но, по мнению исследователя Клод Жака, она была дочерью правителя и женой Нрипадитьи, который очень недолго был у власти.
Она названа королевой в одной из надписей, датированных 713 годом. Она безуспешно пыталась предотвратить распад государства после смерти мужа.
Один из правителей отделившегося королевства под названием Шамбхупура — Пушкаракша, современник Джаявармана и Джаядеви, в 716 году узурпировал власть у потомков Джаявармана I и провозгласил себя королём всей Камбоджи.